# The Kin-der-Kids
The Kin-der-Kids war ein Comicstrip von Lyonel Feininger, der 1906 für nur neun Monate in der Chicago Sunday Tribune erschienen ist.

## Entstehung
Der Erfolg der Comics The Yellow Kid und The Katzenjammer Kids am Anfang des 20. Jahrhunderts brachte auch Proteste mit sich. Frauenverbände und religiöse Gruppen machten diese Comics mit ihren rüden und teilweise anstößigen Darstellungen, mit Geschichten über Kinder, die keine Autorität anerkannten, für den kulturellen Verfall der Jugend verantwortlich und protestierten öffentlich gegen diesen „Schund“.
James Keely, der Herausgeber der Chicago Sunday Tribune, wollte diesen Protesten mit ernsthafteren, künstlerischen Comics entgegentreten. Er reiste nach Berlin und schloss Verträge mit den deutschen Zeichnern Hans Horina, Lothar Meggendorfer, Karl Pommerhanz, Victor Schramm, Karl Staudinger und Lyonel Feininger ab. Er hoffte damit, die deutschstämmigen Einwohner Chicagos an die Zeitschrift zu binden. Nach großangelegter Werbung startete die Comic-Beilage schon am 6. Mai 1906 – Feininger hatte nur drei Wochen Zeit, die Kin-der-Kids zu entwerfen. Keely pries ihn als „populärsten Humorzeichner in Deutschlands Hauptstadt“ und wies ihm die Führungsrolle unter den Comiczeichnern zu. Sein Vertrag umfasste zwei Comics, The Kin-der-Kids und Wee Willie Winkie's World. Wegen seiner Freundin Julia Berg, die von ihm gerade schwanger geworden war, lehnte Feininger eine Übersiedlung nach Chicago ab. Stattdessen zog er mit ihr nach Paris und zeichnete dort die Episoden, die er per Post nach Chicago schickte.

## Inhalt
Die Figuren des Comics sind drei Kinder deutscher Auswanderer, die bei ihrer Tante Jim-Jam in New York leben. Die Kinder Daniel Webster, Strenuous Teddy und Piemouth beschließen eines Tages davonzulaufen und starten mit ihrem Hund Sherlock Bones und dem mechanischen Japaner Japansky, der als Außenbordmotor dient, aus eine Weltreise im Stil von Jules Vernes Reise um die Erde in 80 Tagen. In einer großen schwimmenden Badewanne reisen sie über die Meere, ständig verfolgt von Tante Jim-Jam, die ihnen ständig Lebertran verabreichen will, und Cousin Gus in einem Heißluftballon. Ihnen schließt sich im Verlauf der Serie noch ein Pfarrer an, dessen Kirchturm vom Ballon umgerissen wurde. Hilfe erfahren sie von Mysterious Pete, der sie einige Male aus bedrohlichen Situationen rettet. Sie landen in England und im zaristischen Russland, bevor die Reihe eingestellt wird.

## Stil und Konzeption
Die Zeichnungen und die Seitenaufteilung Feiningers unterschieden sich stark von den Arbeiten der amerikanischen Comiczeichner. Für die erste Seite verwendete er ein Splash-Panel, ein ganzseitiges Motiv, in vielen Bildern finden sich großflächige plakative Hintergründe. Seine Zeichnungen waren allerdings wie bewegungslose Schnappschüsse angelegt, eine Bildsprache, die Geschwindigkeit, Richtung oder Bewegung vermittelt, ist nicht vorhanden. Feininger platzierte seine kleinen Sprechblasen eher unauffällig, um den optischen Gesamteindruck seiner Zeichnungen nicht zu beeinflussen. Grafisch ließ sich Feininger vom japanischen Farbholzschnitt inspirieren: So wird in den Panels, die die Überquerung des Atlantiks erzählen, Katsushika Hokusais Die große Welle vor Kanagawa und Utagawa Hiroshiges Stillleben mit Felsenbarsch und Bambusgras zitiert. Dem Japonismus sind auch die Pastellfarben des Comics, die Muster und die monochromen Farbflächen geschuldet.
Durch das Motiv der Verfolgungsjagd konnte sich die Geschichte in den Fortsetzungen immer weiterentwickeln. Diese Idee wurde von Feininger auch konsequent aufgegriffen und umgesetzt, indem einzelne Episoden am Ende nicht vollständig abgeschlossen wurden, sondern erst in der nächsten Folge aufgegriffen und weitererzählt wurden. The Kin-der-Kids gilt daher als erste echte Fortsetzungsreihe des Comics.

## Veröffentlichung
Die erste Folge erschien am 29. April 1906. Die Reihe wurde nach einem dreiviertel Jahr eingestellt, weil die Verkaufszahlen der Chicago Sunday Tribune ständig sanken. Die deutschen Zeichner wirkten zu antiquiert für den amerikanischen Markt, Feininger dagegen zu ambitioniert. Auch eigneten sich die Protagonisten zu wenig als Identifikationsfiguren, Feiningers Sprache blieb steif und wenig humorvoll. Andere Zeitschriften waren an einer Übernahme in Lizenz nicht interessiert. Die Charaktere der Comics wurden von Feininger ab 1919 als Vorlagen für Holzfiguren genutzt.